# Герб Кам'янобрідського району
Герб Кам'янобрідського райо́ну — є одним з символів Кам'янобродського району міста Луганська, затверджений 9 вересня 1998 року рішенням Кам'янобродської районної ради.

## Опис
Герб є геральдичним щитом прямокутної форми зі співвідношенням ширини до висоти 7:8, накладеного на зображення перехрещених кирки і списа, обрамленого знизу і з боків в'юнкою синьо-жовтою девізною стрічкою з написом «Кам'яній Брід».
Основне поле на щиті жовто-золотого кольору. У центрі щита розміщено зелено-синє коло, в якому знаходяться зображення срібного моста, над ним розміщено срібну церкву з золоти куполом та червоне полум'я над кладкою, під ним — коричнева бочка.
У вільній частині герба в коричневому полі розміщено золоту літеру «С» в оточенні восьми чотириконечних зірок жовто-золотого кольору.
Основні символи герба рівновіддалені один від одного і від центру круга, що є точкою перетину кирки і списа. Кут перетину 90°.
Зображення герба виготовляється на основі оригіналу, записаного на магнітний носій, який зберігається в Кам'яннобрідській районній раді.

## Символіка
- Полум'я — символ людського життя і промислового виробництва.
- Церква — символ духовності. Людське прагнення до досконалості і гармонії. Символ добра, справедливості, миру. Символ вічних цінностей. Другий головний елемент триєдиної композиції, який нагадує, що саме з моменту побудови церкви починається історія Кам'яного Броду.
- Бочка — символ веселощів, плотських людських бажань, втілює в собі уміння створювати свята, уміння веселитися. Символізує питущі підприємства: лікеро-горілчаний, пивоварний заводи і завод фруктово-мінеральних вод. Протиставляється духовним прагненням. Виявляє собою відомий виклик святенництву. Це останній елемент триєдиної композиції.
- Міст — переправа. Кам'яний брід — прототип моста, пов'язує Камброд з містом Луганськом, а людей між собою. Міст — об'єднуючий символ. Об'єднує головні елементи герба, об'єднує день сьогоднішній з історичним минулим Камброда.
- Кирка — знаряддя праці, з яким пов'язано освоєння лівого берега Лугані, що знаходиться на кам'янистому ґрунті.
- Спис — зброя козаків, перших осілих поселенців в Кам'яному Броді, що в битвах відстояли своє право тут жити.
- Літера «С» — символ нинішнього адміністративного устрою Кам'янобрідського району. «С» — схід, рада, самоврядування.
- Вісім зірок — це вісім територій комітетів місцевого самоврядування, створених в районі самими громадянами на основі квартальних комітетів.
- Синьо-жовта стрічка — символ часу. На передньому плані має напис «Кам'яній Брід». Кольори стрічки — кольори державного прапора України.
- Щит — стародавній геральдичний символ, означає захищеність міста від зовнішніх ворогів.
- Коло — символ вічності, впорядкованості, гармонійного співіснування і взаємозв'язку того, що в ньому укладене.
- Зелене поле — колір природи, колір життя.
- Синє поле — колір води, символізує річку Лугань.
- Жовте поле — фон герба, колір мергеля, з якого і на якому був побудований Камброд.